# Campeonato Paraibano de Futebol de 2022 - Segunda Divisão
O Campeonato Paraibano de Futebol de 2022 da Segunda Divisão foi a 37 ª edição do torneio e corresponde à segunda divisão do futebol do estado da Paraíba, que foi disputada entre 4 de setembro e 2 de dezembro de 2022. O torneio é anualmente organizado pela Federação Paraibana de Futebol (FPF) e contou com a participação de 10 clubes.

## Regulamento
As 10 (dez) equipes serão distribuidas em 2 grupos regionais, onde os clubes jogarão entre si em seus respectivos grupos no sistema de pontos corridos em jogos de ida e volta, aonde as 4(quatro) melhores equipes classificadas de cada grupo se classificarão para as quartas de finais, enquanto a última colocada de cada grupo será rebaixada para a Terceira Divisão em 2022.
Nas quartas de finais, os confrontos serão definidos por cruzamento olímpico (1°A x 4°B, 2°A x 3°B, 3°A x 2°B, 4°A x 1°B), onde as equipes jogarão em sistema de ida e volta com a vantagem do mando de jogo na volta para a equipe de melhor campanha, onde as melhores equipes dos confrontos realizados avançarão para a fase semifinal.
Na fase semifinal, as quatro equipes classificadas disputarão no seguinte modelo: (1° x 3°, 2° x 4°) onde farão jogos de ida e volta com a vantagem do mando de jogo na volta para a equipe de melhor campanha, onde as vencedoras dos confrontos se classificarão para a final e garantirão vaga para a Primeira Divisão em 2023.
Na fase final, as equipes vencedoras dos confrontos das semifinais jogarão partidas de ida e volta com mando de campo da segunda partida para a equipe de melhor campanha somando todas as fases, sagrando-se campeã do torneio a equipe que somar mais pontos ao fim das duas partidas, em caso de empate em pontos e saldo de gols a decisão do título será através de cobranças de penaltis.

## Equipes participantes
Por falta de condições nos estádios dos clubes da Segunda Divisão de 2022, todas as partidas da primeira fase foram disputadas no estádio Toca do Papão, em Sapé.

## Fase Final
Em itálico os clubes que possuem o mando de campo no primeiro jogo. Em negrito, os classificados.
|  | Quartas de final     | Quartas de final   | Quartas de final   | Quartas de final   |       |              | Semifinais         | Semifinais         | Semifinais         | Semifinais         |  |              | Final                          | Final                          | Final                          | Final                          |  |  |
|  | 12 a 16 de outubro   | 12 a 16 de outubro | 12 a 16 de outubro | 12 a 16 de outubro |       |              | 19 a 23 de outubro | 19 a 23 de outubro | 19 a 23 de outubro | 19 a 23 de outubro |  |              | 27 de outubro e 01 de novembro | 27 de outubro e 01 de novembro | 27 de outubro e 01 de novembro | 27 de outubro e 01 de novembro |  |  |
|  |                      |                    |                    |                    |       |              |                    |                    |                    |                    |  |              |                                |                                |                                |                                |  |  |
|  | Confiança-PB         | 2                  | 4                  | 6                  |       |              |                    |                    |                    |                    |  |              |                                |                                |                                |                                |  |  |
|  | Sabugy               | 1                  | 0                  | 1                  |       |              |                    |                    |                    |                    |  |              |                                |                                |                                |                                |  |  |
|  | Sabugy               | 1                  | 0                  | 1                  |       | Confiança-PB | 0                  | 0                  | 0                  |                    |  |              |                                |                                |                                |                                |  |  |
|  |                      |                    |                    |                    |       | Confiança-PB | 0                  | 0                  | 0                  |                    |  |              |                                |                                |                                |                                |  |  |
|  |                      | Serra Branca       | 1                  | 3                  | 4     |              |                    |                    |                    |                    |  |              |                                |                                |                                |                                |  |  |
|  | Serra Branca         | Serra Branca       | 1                  | 3                  | 4     | 4            | 5                  | 9                  |                    |                    |  |              |                                |                                |                                |                                |  |  |
|  | Serra Branca         |                    |                    |                    |       | 4            | 5                  | 9                  |                    |                    |  |              |                                |                                |                                |                                |  |  |
|  | Desportiva Guarabira | 1                  | 0                  | 1                  |       |              |                    |                    |                    |                    |  |              |                                |                                |                                |                                |  |  |
|  | Desportiva Guarabira | 1                  | 0                  | 1                  |       |              |                    |                    |                    |                    |  | Serra Branca | 2                              | 1                              | 3                              |                                |  |  |
|  |                      |                    |                    |                    |       |              |                    |                    |                    |                    |  | Serra Branca | 2                              | 1                              | 3                              |                                |  |  |
|  |                      | Queimadense        | 0                  | 2                  | 2     |              |                    |                    |                    |                    |  |              |                                |                                |                                |                                |  |  |
|  | Queimadense          | Queimadense        | 0                  | 2                  | 2     | 0            | 1                  | 1 (9)              |                    |                    |  |              |                                |                                |                                |                                |  |  |
|  | Queimadense          |                    |                    |                    |       | 0            | 1                  | 1 (9)              |                    |                    |  |              |                                |                                |                                |                                |  |  |
|  | Perilima             | 1                  | 0                  | 1 (8)              |       |              |                    |                    |                    |                    |  |              |                                |                                |                                |                                |  |  |
|  | Perilima             | 1                  | 0                  | 1 (8)              |       | Queimadense  | 0                  | 0                  | 0 (4)              |                    |  |              |                                |                                |                                |                                |  |  |
|  |                      |                    |                    |                    |       | Queimadense  | 0                  | 0                  | 0 (4)              |                    |  |              |                                |                                |                                |                                |  |  |
|  |                      | Picuiense          | 0                  | 0                  | 0 (2) |              |                    |                    |                    |                    |  |              |                                |                                |                                |                                |  |  |
|  | Femar                | Picuiense          | 0                  | 0                  | 0 (2) | 1            | 1                  | 2                  |                    |                    |  |              |                                |                                |                                |                                |  |  |
|  | Femar                |                    |                    |                    |       | 1            | 1                  | 2                  |                    |                    |  |              |                                |                                |                                |                                |  |  |
|  | Picuiense            | 1                  | 10                 | 11                 |       |              |                    |                    |                    |                    |  |              |                                |                                |                                |                                |  |  |

## Premiação
| Campeonato Paraibano de 2022 - Segunda Divisão |
| Serra Branca                                   |
| ---------------------------------------------- |
| Serra Branca Campeão (2.º título)              |

## Técnicos
| Equipe               | Técnico                                                                                                |
| -------------------- | --- |
| Confiança            | Cezar Wellington (1ª—semifinal)                                                                        |
| Desportiva Guarabira | Luís Oliveira (1ª—quartas de final)                                                                    |
| Femar                | Jamersson Silva (1ª—quartas de final)                                                                  |
| Perilima             | Caé Cunha (1ª—7ª) Rafael Borges (8ª—quartas de final)                                                  |
| Picuiense            | Betão Caitano (1ª—3ª) Jeferson Vicente (4ª—semifinal)                                                  |
| Queimadense          | Hélio Cabral (1ª—final)                                                                                |
| Sabugy               | Edmundo Ferraz (1ª—2ª) Raphael Santos (3ª) Moisés Júnior (4ª) José Carlos Amaral (5ª—quartas de final) |
| Serrano              | Jairo da Cruz (1ª—4ª) Ederson Araújo (5ª—8ª, primeira fase)                                            |
| Serra Branca         | Marcelinho Paraíba (1ª—final)                                                                          |
| Spartax              | Merro Oliveira (1ª—8ª, primeira fase)                                                                  |